# 特诺留
特诺留是巴西帕拉伊巴州的一个市镇。总面积105.27平方公里，总人口2574人，人口密度24.5人/平方公里。